# Mahoromatic
Mahoromatic (まほろまてぃっく Mahoromatikku?). es una serie de anime y manga japonesa creada por Bunjūrō Nakayama¹. Originalmente se serializó como un manga² de 1998 a 2004 y luego se adaptó a una serie de televisión de anime³ que se emitió de 2001 a 2003 con bastantes episodios. La historia gira en torno a Mahoro Andou, un androide de combate retirado que se convierte en la criada de Suguru Misato, un alto estudiante.
Ambientada en una mezcla de comedia, drama y acción, "Mahoromatic" explora la vida diaria y las aventuras de Mahoro mientras se esfuerza por aprovechar al máximo el tiempo que le queda antes de que su energía se agote y deje de funcionar. La serie profundiza en temas de amistad, amor y la aceptación de la mortalidad. La narración muestra las interacciones entre Mahoro, Suguru y un colorido elenco de personajes secundarios⁴, al tiempo que aborda los conflictos emocionales de Mahoro cuando se enfrenta a su vida limitada y su creciente afecto por Suguru. A través de sus momentos cómicos y el fanservice ocasional, la serie ofrece una exploración alegre y atractiva de la experiencia humana, junto con la exploración conmovedora de la fugacidad de la vida. "Mahoromatic" ha cosechado elogios de la crítica y una base de fans dedicada, que aprecian su combinación de géneros, personajes bien desarrollados y su capacidad para equilibrar el humor y la profundidad emocional. Sirve como un trabajo representativo en el género del anime de comedia romántica, contribuyendo al panorama más amplio de la animación japonesa.

## Sobre el autor
Bow Ditama es un renombrado dibujante de mangas Hentai de porno explícito. Ha publicado varias series por la editorial menor Mujin, tales como: "Suki dakedo, Suki dakara" (1995), "Nothing but..." (1997) o "Kibun Kibun" (1998); la característica más singular de sus heroínas porno es que todas tienen pechos pequeños. A partir de 1999 se dedicó por completo a la creación de Mahoromatic, aunque colaboró como creador de los personajes de la serie animada de Gainax "This Ugly and Beautiful World".

## El manga
Mahoromatic vio a la luz en el número 12 de la revista mensual "Comic GUM" de la editorial Wani Books, pero la historia en si comenzó en el número siguiente. Además, en el manga se puede presenciar mucho más contenido ecchi que en el anime.

## El anime
Yamaga Hiroyuki se encargó de adaptar el guion original de Bunjūrō, en tanto, Hideaki Anno se encargó de crear el Opening.
La serie se dividió en dos:
- Mahoromatic: Automatic Maid (まほろまてぃっく Automatic Maiden Mahoromatikku Automatic Maiden?) compuesto de 12 episodios emitidos desde el 5 de octubre hasta el 18 de diciembre de 2001, de los cuales adaptaron los tres primeros tomos recopilatorios.

- Mahoromatic: Algo más que Maravilloso  (まほろまてぃっく～もっと 美しいもの  Mahoromatikku Motto Utsukushii Mono?) compuesta de 14 episodios, emitidos entre el 27 de septiembre de 2002 y el 16 de enero de 2003, los cuales se adaptaron el resto del manga.

## Elenco
- Mahoro Ando Seiyū: Ayako Kawasumi

Una androide de combate creada por la organización secreta Vesper para combatir a una invasión alienígena en los años ‘80, una vez repelida la invasión, Mahoro decidió pasar el resto de sus días de vida trabajando como una sirvienta para Suguru, viviendo una vida normal y pacífica entre los humanos.
Aunque fue un androide de combate en su pasado, como sirvienta es sorprendentemente eficiente. Sus habilidades para cocinar y limpiar no tienen igual.
Aunque ha decido dejar el combate para alargar su tiempo de vida, aún posee sus conocimientos básicos de combate y algunas armas a su disposición, además de su fuerza superior, claro esta, y no dudara en usarlos si fuera necesario, para proteger a Suguru y a sus amigos.
Mahoro es una fiel luchadora contra las revistas ecchi que tiene Suguru en su pieza y cada vez que la encuentra realiza un sermón explicando que el ecchi es malo, destacándose su frase "Ecchi Nano Wa Ikenai To Omoimasu". Al final de la serie se hace canon su amor hacia Suguru.
- Minawa Ando (370) Seiyū: Ai Shimizu

Una androide creada por la organización VESPER para asistir a Mahoro en sus tareas diarias. A diferencia de Mahoro, Minawa es una "Andante", diseñada para realizar labores domésticas y brindar compañía. A pesar de ser artificial, es dulce y amable. A lo largo de la historia, desarrolla una estrecha relación con Mahoro y otros personajes, superando su torpeza inicial y mostrando determinación y voluntad de aprender. Minawa Andou es un personaje entrañable y querido por los fans de la serie.
- Suguru Misato (美里優) Seiyū: Fujiko Takimoto

Suguru es un adolescente común y corriente, que ha vivido 4 años solo en su casa, dado que ambos de sus padres murieron. Su madre murió en un accidente de auto, y unos años después su padre murió en un accidente que ocurrió en su compañía. Eso es todo lo que sabe Suguru acerca de la muerte de su padre, pero la verdad acerca de como murió su padre y en que trabajada, no se le fue informado a Suguru, y es uno de los puntos claves de la trama.
Además Suguru es un amante de las revistas ecchi, al igual que sus dos mejores amigos, en donde pasaran grandes peripecia por su afición.
Hasta lo que se sabe, suguru es 1/4 Saint, porque su abuelo tuvo una relación romántica con una Saint. Al final de la serie se descubre que tiene sentimientos con respecta a Mahoro.
- Hamaguchi Toshiya Seiyū: Hideki Ogihara

Hamaguchi es el más extrovertido y pervertido de los dos.
En la segunda temporada tiene mucho afecto por Minawa.
- Kawahara Kiyoni Seiyū: Atsushi Kisaichi

Kawahara es el más maduro y reservado. Él y junto Hamaguchi son los mejores amigo de Seguru
- Sakura Miyuki Seiyū: Yumi Kikuchi

Sakura (pelo azul) es un poco rebelde, su familia tiene un negocio de baños públicos, es la más grande de 4 hermanas. Su familia y la de Suguru se han llevado bien desde hace años.
- Rin Todoroki Seiyū: Manabi Mizuno

Rin (pelo negro) es la más madura y amable de las 3. Proviene de una familia muy dinerada, pero al igual que la profesora a veces alardea sobre sus grandes pechos con sus amigas.
- Chizuko Oe Seiyū: Asami Sanada

Chizuko es la más pequeña, va junto con Suguru y los demás en el mismo grado. Es una experta conocedora en comida, y se pone desesperada cuando prueba algo delicioso (Como la comida de Mahoro).
- Saori Shikijo Seiyū: Yumi Takada

Es la maestra de la clase de Suguru. Tiene unos pechos enormes, es muy exhibicionista y descarada, su departamento está hecho un desorden entre exámenes, papeles y latas de cerveza. Por alguna extraña razón, está enamorada y obsesionada con Suguru, y a menudo suele tener pensamientos y fantasías bastante pervertidas al respecto. Por tal motivo, la llegada de Mahoro representa una amenaza para ella, y se vuelve la rival de Mahoro.
Siempre está acosando a Suguru y molestando a Mahoro presumiéndose de sus pechos, diciéndole "plana".
- Slash Seiyū: Keiichi Noda

Es el ayudante de Mahoro. En tiempos de la invasión, Slash era compañero inseparable de Mahoro, le ayudaba a combatir en sus peleas. A pesar de que luce como una imponente pantera negra, en realidad es un androide, como Mahoro, y además puede hablar, y tiene una voz y una personalidad muy serias.
- Ryuga Seiyū: Takehito Koyasu

Ryuga proviene de la organización alienígena "SAINT", una organización rival de Vesper.
Hace su aparición un día en la escuela de Suguru salvando a Chizuko de ser atropellada por un auto sin control, y luego descubren que en realidad se trata de un nuevo maestro sustituto. Pero sus objetivos son otros, y tienen que ver con Mahoro y Suguru.
- Ryou Misato Seiyū: Kazuhiro Nakata

Es un estudiante de secundaria con habilidades técnicas destacadas y una personalidad reservada. Amigo cercano de Suguru Misato y aliado de Mahoro Andou, Ryou utiliza su inteligencia y conocimientos en informática y electrónica para ayudar en la resolución de situaciones complejas y proteger a los protagonistas

## Episodios

### Mahoromatic: Automatic Maiden
| N.º | Título                                                             | Estreno                 |
| --- | ------------------------------------------------------------------ | ----------------------- |
| 1   | «En un jardín donde crecen las hortensias» «紫陽花の咲く庭で»      | 5 de octubre de 2001    |
| 2   | «Profesora Saori, 25 años» «女教師沙織二十五歳»                    | 12 de octubre de 2001   |
| 3   | «Una tumba muy tranquila» «墓ありて儚く»                           | 19 de octubre de 2001   |
| 4   | «Te disparare a través de tu corazón» «ハート撃ち抜きます»         | 26 de octubre de 2001   |
| 5   | «8 de 634 lo están haciendo bien» «８ノ６３４ハ元気デス»           | 2 de noviembre de 2001  |
| 6   | «Decoración floral nocturna» «月花愁色»                            | 9 de noviembre de 2001  |
| 7   | «La sirvienta perseguida por su pasado» «過去に追われるメイドさん» | 16 de noviembre de 2001 |
| 8   | «La que tiene un corazón perfecto» «完璧な心の持ち主»              | 23 de noviembre de 2001 |
| 9   | «Foco» «ライムライト～Limelight～»                                 | 30 de noviembre de 2001 |
| 10  | «Destino como guerrera» «戦士としての宿命»                         | 7 de diciembre de 2001  |
| 11  | «Una persona muy importante para mi» «ぼくの大切な人間»            | 21 de diciembre de 2001 |
| 12  | «Hacia el paisaje que una vez soñé» «いつか夢見た風景に»           | 28 de diciembre de 2001 |

### Segunda temporada
| Episodio                                                                       | Fecha de Emisión | Episodio                                            | Fecha de Emisión |
| ------------------------------------------------------------------------------ | ---------------- | --------------------------------------------------- | ---------------- |
| 1. El regreso de la Criada.(紫陽花の咲く庭で)                                  | 2002-09-27       | 2. De ahora en Adelante, Minawa. (きょうからみなわ) | 2002-10-04       |
| 3. Haz más Grandes tus Sueños. (夢はおっきく)                                  | 2002-10-11       | 4. Objeto buscado, Encontrado. (探し物見つけます)   | 2002-10-18       |
| 5. ¿Hará frío Mañana?. (あしたはかぜになる～)                                  | 2002-10-25       | 6."Disfrutando" el Año Nuevo. (ヤレめでたやな)      | 2002-11-01       |
| 7. No vuelvas Nunca Más!. (おととい来やがれっ！)                               | 2002-11-08       | 8. Abuelo y Nieto. (祖父と孫と)                     | 2002-11-15       |
| 9. Más dulce que el Amor, pero un poco más amargo. (愛より甘し ちょびっと苦し) | 2002-11-22       | 10. Las Cosas que Amo. (わたしの好きなもの)         | 2002-11-29       |
| 11.Rezo, Cerezos en Flor para mi. (願い、桜色)                                 | 2002-12-06       | 12.Anuncion de Embarazo. (受胎告知)                 | 2002-12-13       |
| 13.El Fin del Sueño. (ユメノオワリ)                                            | 2003-01-10       | 14.Episodio Final. (ナジェーナ)                     | 2003-01-17       |

### OVA especial
- Especial de Verano (cap. 11.5 de la Segunda temporada)